# Samoa Joe
Nuufolau Joel "Joe" Seanoa (Condado de Orange, 17 de março de 1979), é um lutador profissional americano e comentarista de cores, mais conhecido pelo ring name Samoa Joe, atualmente contratado pela All Elite Wrestling (AEW). Durante sua carreira, ele trabalhou para a WWE, Total Nonstop Action Wrestling (TNA) e Ring of Honor (ROH).
Antes de estrear na Total Nonstop Action Wrestling em junho de 2005, Seanoa competiu pela Ring of Honor (ROH), onde conquistou o ROH World Championship e manteve-o durante 21 meses, um recorde. Entrando para a TNA, Joe manteve uma série de 18 meses sem perder uma luta sequer, tendo sido quebrada essa marca em 2006, no Genesis, após pedir deistência após Kurt Angle o aplicar um Ankle Lock.
Durante a sua carreira, Seanoa acumula inúmeros títulos em diferentes federações, tendo  o título conquistado na ROH, como já citado, e diversos na TNA. Foi por uma vez Campeão de Pesos-Pesados, três vezes Campeão da X Division e uma vez Campeão de Duplas. Joe também venceu a Super X Cup de 2005, a King of the Mountain match de 2008, e o TNA Triple Crown.

## Início
Joe fez a sua estreia no Jogos Olímpicos de Verão de 1984 com 5 anos. Tornou-se campeão da Califórnia State Junior Judo, tendo sido também jogador de futebol americano enquanto estava na escola.
Joe começou a lutar profissionalmente em Setembro de 1999 no West Coast Dojo. Treinou sob a assistência de lendas como Cincinnati Red, Johnny Hemp e ocasionalmente John Delayo, tendo estreado em Dezembro de 1999 contra Jess Hansen, começando rapidamente a subir de popularidade na Califórnia. Seguidamente assinou um contrato com um território de desenvolvimento da WWE na época, a Ultimate Pro Wrestling, onde este rivalizou com o seu amigo na vida real, John Cena, eventualmente ganhara o UPW Heavyweight Championship.
Mais tarde tornou-se o campeão da UPW, tendo o maior reinado da história que pendura até os dias de hoje. Depois disto tudo, Joe mudou-se para o Japão, onde começou a lutar na companhia Pro Wrestling Guerrilla, tendo começado uma grande rivalidade com Super Dragon.

### Ring of Honor (2002–2007, 2008)
Ao voltar para a América, Joe juntou-se ao elenco da Ring of Honor (ROH) em meados de 2002. Fez a sua estreia no Glory by Honor como um assassino contratado por Christopher Daniels. Originalmente, estava marcado para ser só um combate com golpes baixos, mas Joe impressionou os fãs com o seu estilo extreme, ficando definitivamente na companhia.
Joe subiu até ao topo quando venceu o ROH Championship, derrotando Xavier pelo título, que em 17 de maio de 2003 se tornou ROH World Championship depois de Joe derrotar The Zebra Kid no "Frontiers of Honor" em Londres, Inglaterra. Joe manteve o seu título durante 21 meses, um recorde na companhia, até perder para Austin Aries no "Final Battle 2004" em 26 de dezembro de 2004. Durante esse tempo, ele fez três lutas em defesa de seu título contra CM Punk, (com a segunda luta sendo avaliada com 5 estrelas pela revista de Dave Meltzer, Wrestling Observer Newsletter, a primeira luta americana a conseguir isso em sete anos). Mesmo perdendo seu título, Joe manteve-se face e tornou-se o 5º ROH Pure Champion, após derrotar Jay Lethal em 7 de Maio de 2005. Ele manteve esse título por 3 meses perdendo em 27 de Agosto de 2005 para Nigel McGuiness.
Em outubro de 2005, quando o lutador japonês Kenta Kobashi fez uma viagem para os Estados Unidos, ele assinou com a Ring of Honor por dois shows. Os funcionários da ROH o colocaram pra enfrentar Joe em um combate individual na primeira noite e uma luta tag team no segundo. Joe provou ser um adversário formidável para Kobashi, numa luta ótima, o que fez Dave Meltzer novamente atribuir uma classificação de cinco estrelas. A luta passou a ganhar o prêmio da Wrestling Observer Newsletter de "Luta do ano". Em 2006, Joe foi um dos principais lutadores que representaram a Ring of Honor em sua guerra contra a promoção rival de Philadelphia Combat Zone Wrestling (CZW). A guerra culminou em uma luta Cage of Death de cinco contra cinco no "Death before Dishonor IV". Joe ajudou a ROH dominar a na luta, até que, depois de prender o lutador da CZW Chris Hero em um de seus movimentos de finalização, o Muscle Buster, ele foi atacado por um de seus colegas de ROH Bryan Danielson. Danielson atacou repetidamente o joelho de Joe, forçando-o a parar a luta. Joe foi mais tarde substituído na partida por Homicide, que ganhou a luta pela ROH. Joe mais tarde se uniu com Homicide para lutar contra os Briscoe Brothers, e, juntamente com Homicide, entrou na rota pelo título mundial da ROH. Joe, no entanto, teve sua luta contra o campeão Bryan Danielson primeiro, e após isso, teve várias lutas contra o mesmo incluindo uma luta que deu empate com a estipulação sendo que a luta teria 60 minutos e seria feita em uma gaiola, e a luta terminou em empate. No show de 09 de dezembro, Joe ofendeu para a promoção Pro Wrestling NOAH, alegando que "Ring of Honor está aqui!". No entanto ele teve vários encontros com a NOAH após isso; no show da ROH show em 16 de setembro de 2006, após um discurso da lenda do wrestling profissional Bruno Sammartino, Joe entrou em uma discussão começou uma briga com a estrela da NOAH Takeshi Morishima. Posteriormente, uma luta foi marcada entre os dois em fevereiro com Joe vencendo.
Em 31 de janeiro, Joe anunciou que deixaria de ser um lutador em tempo integral da ROH depois de 4 de março. Após isso, todos os shows da ROH ganharam o título de "Samoa Joe Farewell Tour" ou em português "A tour de depespedida de Samoa Joe". Em 4 de março, ele derrotou seu rival de longa data Homicide na sua última luta na ROH com um Muscle Buster do topo do córner. Em 22 de novembro de 2008, Joe fez o seu retorno por uma noite apenas no Rising Above 2008, derrotanto Tyler Black em uma luta que não era do pay-per-view.

## Total Nonstop Action Wrestling (2005-2007)

### 2005
Em 19 de Junho de 2005, Joe estreou na Total Nonstop Action Wrestling, no pay-per-view Slammiversery 2005 derrotando Sonjay Dutt, combate em que se apresentou como "The Samoan Submission Machine". A próxima aparência de Joe foi em um torneio, onde derrotou novamente Dutt e também Alex Shelley. Eventualmente ganharia o torneio derrotando AJ Styles. No Bound for Glory 2005, Joe derrotou o veterano Jushin Liger com um manobra, esta dada pelo nome rear-naked choke.
Já no Genesis 2005, Joe juntou-se a Daniels, Alex Shelley e Roderick Strong, onde estes lutaram contra Sonjay Dutt, Chris Sabin, Matt Bentley e Austin Aries numa 8-man elimination match. Depois de vencer o combate, Joe ataca Daniels dentro do ringue e efetua uma manobra especial. Em resposta a esta atitude, AJ Styles chama Joe, dizendo que o ataque em que o mesmo aplicou em Daniels violou o código de respeito na X Division.
No próximo episódio, Joe ataca Styles, dizendo que este também não tinha respeitado o código. Já no final desta feud, Samoa derrota Styles e torna-se TNA X Division Champion. No Turning Point, Joe deixou Daniels inconsciente e manteve o título.

### 2006
No Final Resolution 2006, Daniels enfrenta Joe pelo TNA X Division Championship. Durante o combate, Joe disse que pretendia acabar com a carreira de Daniels. Pouco depois, Joe faz Daniels sangrar pela cabeça, seguidamente aplica um movimento especial na mesma. Styles, preocupado com o estado de Daniels, interfere no combate. Já no meio desta rivalidade, Joe luta contra outro candidato, AJ Styles. No entanto, Daniels também participa nesse combate. Na luta, Joe é quem leva a melhor, retendo o título.
Ambos continuam com a rivalidade até ao Destination X 2006, onde Joe perde o título para Daniels em uma 3-way dance match, também contando com a participação de Styles. Depois desta longa rivalidade, Joe retira-se da X Division. No TNA Sacrifice 2006, Samoa Joe junta-se a Sting para derrotar Jeff Jarrett e Scott Steiner. Em 15 de Maio de 2006, Joe tem a sua primeira lesão grave na TNA, mas rapidamente recupera-se e volta aos ringues em duas semanas.
No dia 22 de Junho de 2006, Samoa Joe perde novamente o título,X Division, devido a cadeirada de Scott Steiner em um combate contra Sonjay Dutt e Senshi. Joe vinga-se quando participa num combate para determinar quem lutaria com o campeão principal da NWA, o NWA World Champion Christian Cage.
Semanas depois, Joe derrota Jeff Jarrett e conquista o NWA World Heavyweight Championship. Algumas semanas após, Joe, oferece devolver o título ao ex-campeão Jarrett, mas este queria uma condição, tinham de lhe dar uma nova oportunidade pelo título. Após estes problemas, Kurt Angle faz a sua estreia, frente a Joe, devido ao rejeitamento do título.

### 2007

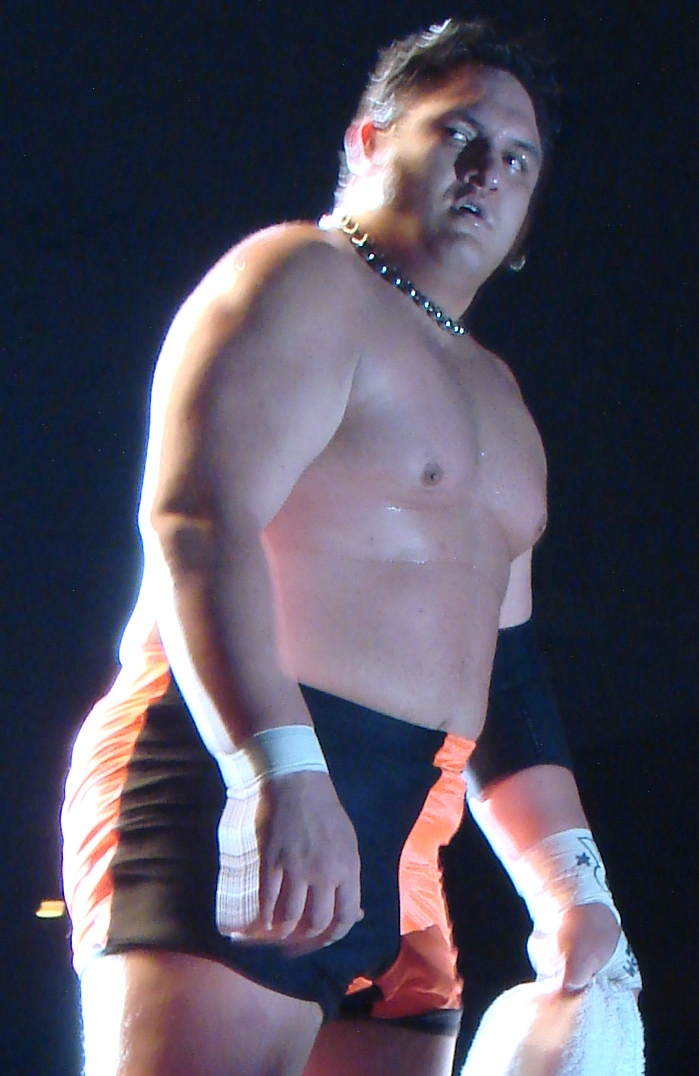
Joe em um evento da TNA em 2007

Em 14 de Janeiro de 2007 no Final Resolution, Samoa Joe enfrentou Kurt Angle numa Iron Man match de 30 minutos. Faltando poucos segundos para acabar, Joe fez o Ankle Lock a Angle, tendo este desistido. Contudo, o tempo já tinha acabado, e terminara com o resultado de 3-2 a favor de Angle. Desde aí, estes dois têm tido uma longa rivalidade.
Na edição do TNA iMPACT! de 14 de fevereiro, Joe venceu uma Gaunlet match para tornar-se o desafiante nº 1 ao NWA World Heavyweight Championship, que estava nas mãos de Christian Cage, em uma luta no Destination X. Joe perdeu após Cage reverter um Coquina Clutch em pin fall. Na edição do iMPACT! de 24 de Maio, Samoa Joe classifica-se para a King of the Mountain match no Slammiversary após derrotar Sting com um Samoan Drop após Christopher Daniels acertar Sting com um taco de beisebol. Na Luta King of the Mountain, Joe perdeu para Angle após o último acertar Joe com o cinturão.
Foi qualificado para uma luta no Victory Road chamada Match of Champions após derrotar Jay Lethal e Chris Sabin. Na luta do evento, formou parceria à Kurt Angle, e eles venceram Brother Ray e Brother Devon. Após algumas semanas, foi declarado que Joe seria campeão único. Tornou-se no evento o primeiro a conquistar os três títulos possíveis da TNA, virando TNA Triple Crown. Perdeu o TNA World Tag Team Championship para Angle e Sting, em 12 de agosto, após interferência de Karen Angle. Joe ainda foi o primeiro homem a derrotar Christian Cage na TNA por pinfall ou submissão, no Bound for Glory, após aplicar um Coquina Clutch. Eram 23 meses de Cage na TNA sem perder dessa maneira.
Joe foi anunciado como parte do The Outsiders, formado por Scott Hall e Kevin Nash, após derrotar a Angle Alliance no Turning Point. Antes do evento, Joe realizou uma promo e introduziu Eric Young como substituto de Hall. Joe, Nash e Young derrotaram a equipe de Angle após Joe fazer o pin em Travis Tomko. O fim do ano foi frustrante pra Joe, que perdeu muitas partidas.

### 2008

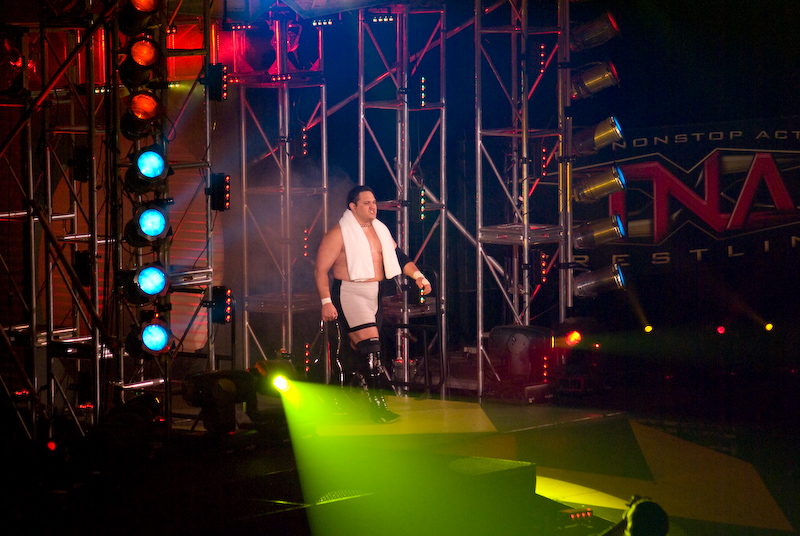
Joe entrando no Bound for Glory IV

Em uma storyline, Joe fala com Jim Cornette e resolve não participar do Final Resolution. Após uma pressão vinda da parte de Joe, Cornette o libera para fazer tag team a Kevin Nash para eles enfrentarem AJ Styles e Tomko, na época TNA World Tag Team Champions. Joe e Nash acabaram perdendo a luta.
Participou do All Against Odds como enforcer especial da luita entre Christian Cage e Kurt Angle válida pelo TNA World Heavyweight Championship. Durante a luta, Styles interfere e bate em Joe, Tomko ataca Cage e Angle vence por desqualificação. Durante as outras semanas do TNA Impact!, formou aliança com Cage e Kevin Nash para enfrentar a aliança Angle, formada por Tomko, Styles e Angle. Uma luta foi disputada no Destination X, com vitória da equipe de Joe.
Foi decidido que Angle e Joe enfrentariam-se no Lockdown, valendo o TNA World Heavyweight Championship. Terminou com a vitória de Joe. Com esse triunfo, ele tornaria-se o terceiro Triple Crown da TNA. Defendeu com seucesso o título contra Scott Steiner e Kaz no Sacrifice. No Slammiversary, tornou-se o primeiro vencedor de uma King of the Mountain match. No Victory Road, enfrentou Booker T em uma luta que terminou em no-contest.
Em 11 de outubro de 2008, acabou perdendo o título e uma longa série de invencibilidade para Kurt Angle. No total, foram 182 dias com a posse do campeonato. Joe juntou-se a AJ Styles e Rhino e formam a stable TNA Frontline. ODB, Jay Lethal, Consequence Creed e Christian Cage também faziam parte da stable, mas não chegaram a lutar pela TNA Frontline.
Joe, AJ e Rhino conseguiram convecer o Team 3D para se juntar a stable (que no momento estavam tendo uma feud com o Main Event Mafia). No Final Resolution, Joe, AJ Styles e o Team 3D (representando a TNA Frontline) enfrentam Sting, Scott Steiner, Kevin Nash e Booker T (representando o Main Event Mafia) em uma eight-man tag (caso o Main Event Mafia ganhasse a luta, Sting reteria seu TNA World Heavyweight Championship, mas se a TNA Frontline ganhasse, AJ Styles seria o novo campeão) em que o Main Event Mafia venceu a luta.

## No Wrestling

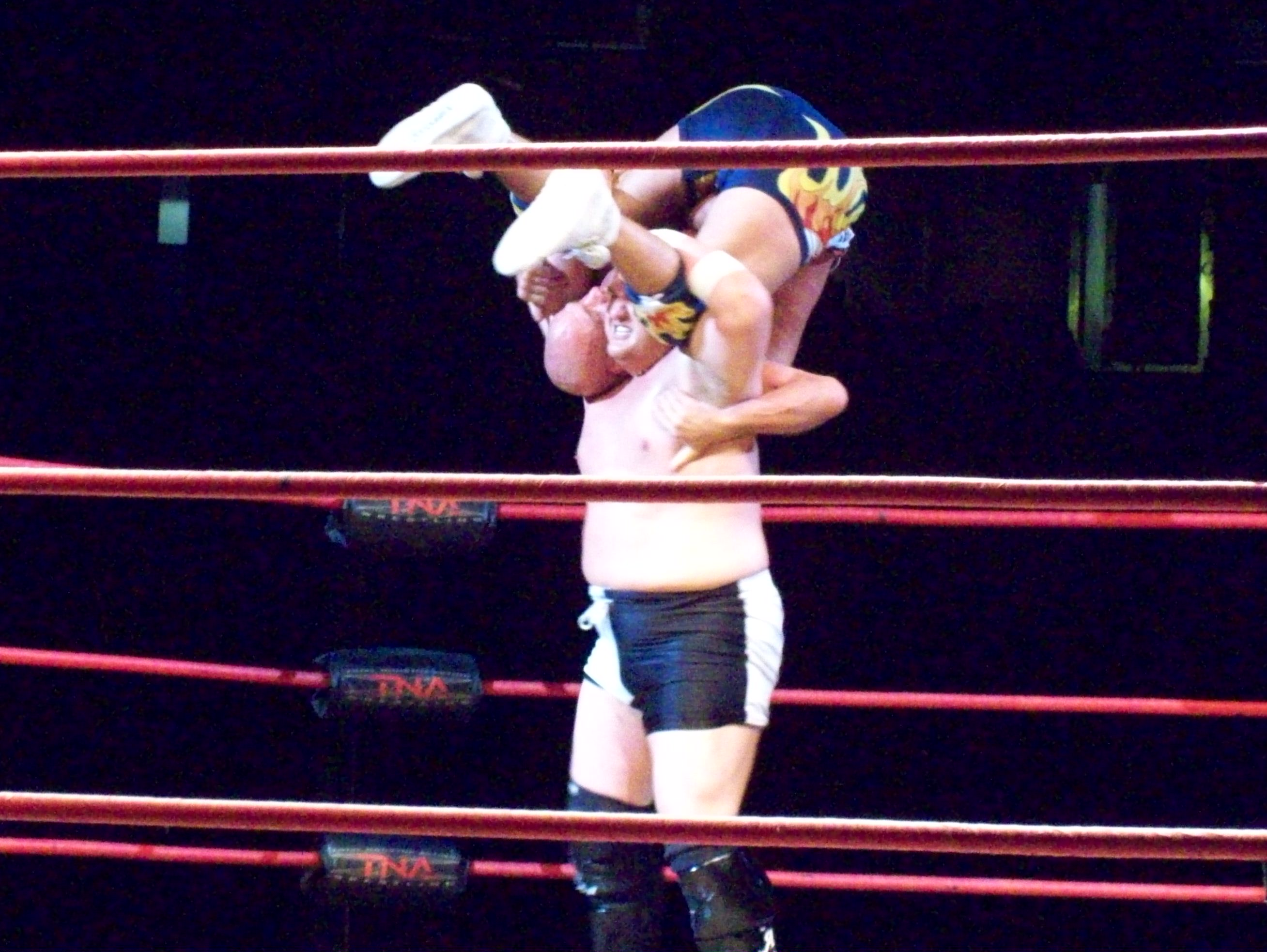
Samoa Joe se preparando para aplicar um muscle buster em Kurt Angle

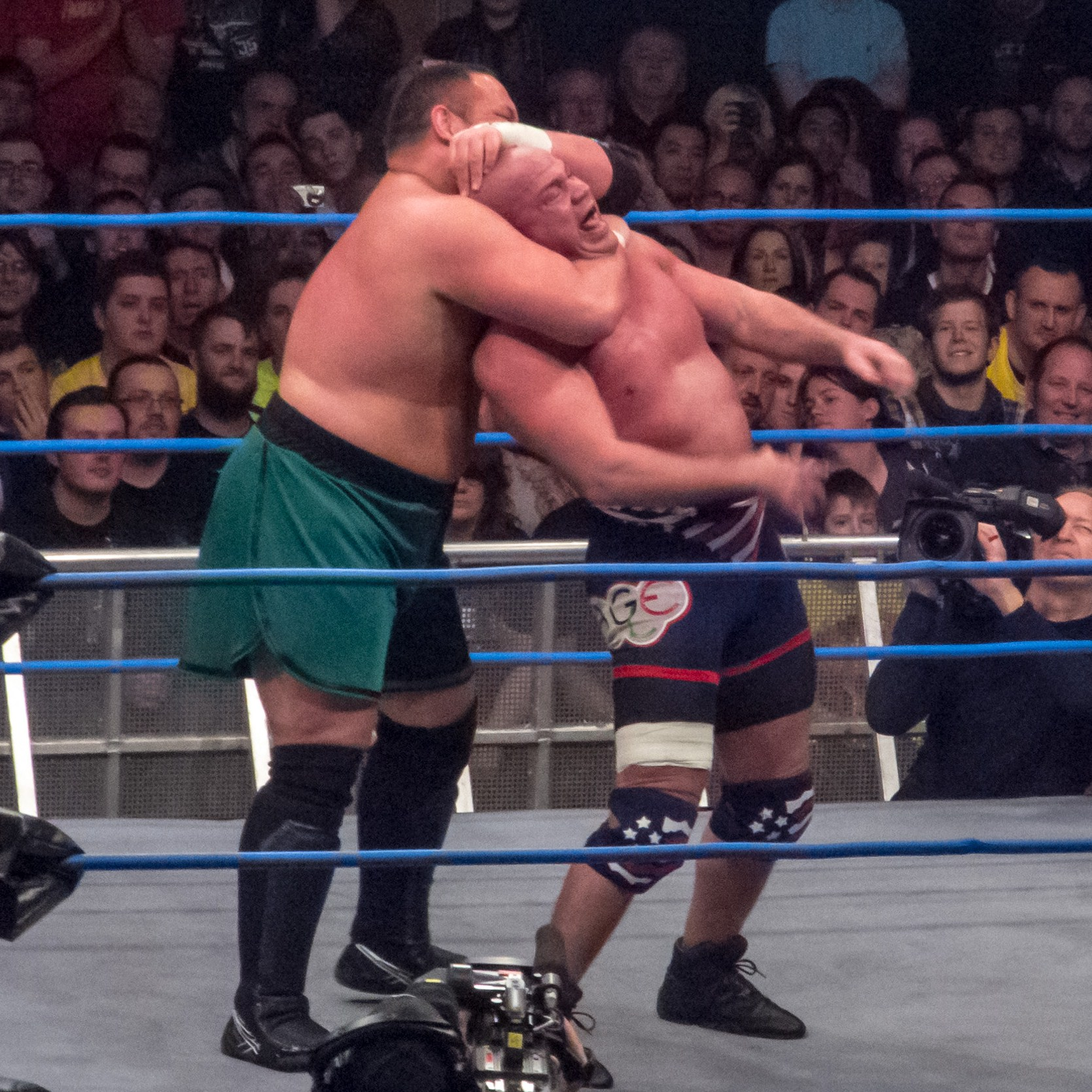
Joe se preparando para aplicar um Coquina Clutch em Angle

- Movimentos de finalização
  - CCS Enzuigiri[2] (Enzuigiri enquanto enfrenta longe de um oponente encurralado)[16] – 2000–2001; used as a signature move thereafter
  - Chimera-Plex[2] (German suplex seguido por um dragon suplex e um bridging X-Plex) – 2001–2005
  - Coquina Clutch[5] / The Clutch[4] (TNA) / Rear naked choke,[2] às vezes transicionado em um suplex[17][18] (ROH/Circuito independente)
  - Island Driver[2][17] (Sitout side powerslam,[19][20] às vezes da segunda corda,[21] ou um over the shoulder reverse piledriver)[22][23]
  - Muscle buster,[4][5] às vezes da segunda corda[17]
- Movimentos secundários

  - Corner forearm smash[2][16]
  - Death Valley driver,[2] às vezes da segunda corda[24]
  - Facewash[2]
  - Folding powerbomb transicionado para tanto um Boston crab,[25] um STF[16] ou um crossface[16][26]
  - Inverted atomic drop seguido por um running single leg dropkick e por um running senton[16]
  - Lariat[2][17]
  - Várias variações de suplex
    - Dragon[2]
    - Exploder[27]
    - German[28]
    - Half nelson[29]
    - Head and arm[30]

  - Running big boot para o rosto de um adversário sentado em uma cadeira ao lado de um guardrail[2]
  - Samoan drop[31]
  - Samoan Elbow (Running delayed high-impact elbow drop, com teatralidade)[2] – parodiado de The Rock
  - Standing release sidewalk slam[2]
  - STF[2][17]
  - STJoe (Side slam a partir do canto, como um contador para um adversário que se aproxima)[30]
  - Suicide dive transicionado em um elbow smash[30]
- Com Magnus
  - Movimentos de finalização
    - Snapmare por Joe seguido por um diving elbow drop de Magnus[32][33]
- Managers
  - Dave Prazak[2]
  - Jay Lethal[2]
  - Jeff Jarrett[2]
  - Jim Cornette[2]
  - Jimmy Hart[2]
  - Kevin Nash[34]
  - Okada/Okato[2]
  - Taz[2]
- Alcunhas
  - "The Samoan Suplex Machine"[35]
  - "The Samoan Submission Machine"[2][17]
  - "The (Samoan) Submission Specialist"[36]
  - "The Nation of Violence"[2]
- Temas de entrada
  - "Another Body Murdered por Faith No More e Boo-Yaa T.R.I.B.E.[37] (ROH)
  - "Mama Said Knock You Out" por LL Cool J[37] (ROH)
  - "The Champ is Here" por Jadakiss[37] (ROH)
  - "Crush You Up" por Dale Oliver[38] (TNA)
  - "On Fire" por Dale Oliver[39] (TNA)
  - "Nation of Violence" por Dale Oliver[40] (TNA)
  - "Main Event Mafia" por Dale Oliver (TNA; usado enquanto parte da The Main Event Mafia)
  - "The Anthem" por MVP e Jess Jamez (TNA; usado enquanto parte do The Beat Down Clan)
  - "Tap Out" por Adam Gubman[37] (ROH)
  - "Destroyer" por CFO$ (NXT/WWE; 29 de julho de 2015 – presente)[41][42]

## Campeonatos e prêmios
- Ballpark Brawl

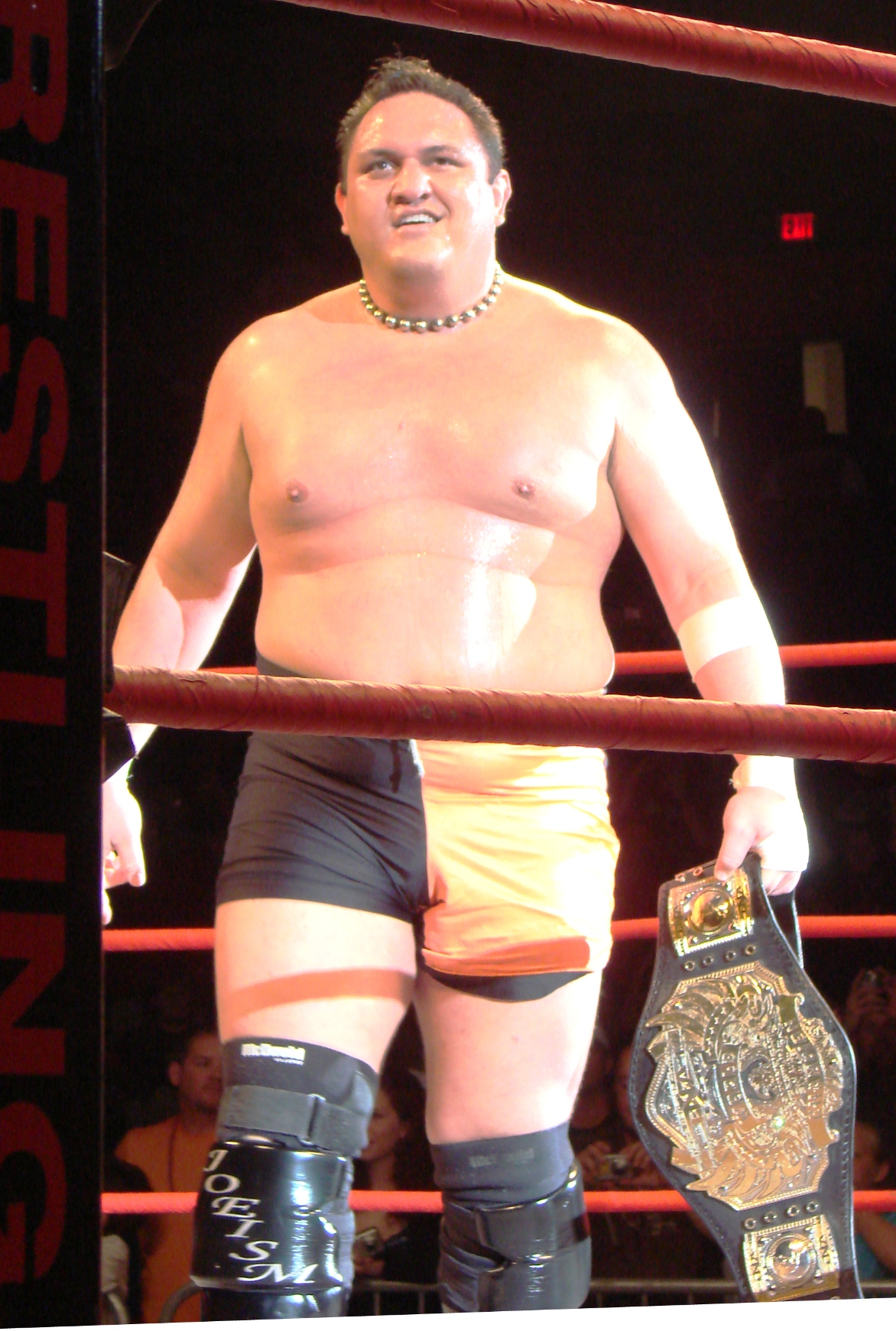
Joe enquanto Campeão de Pesos-Pesados da TNA

  - Natural Heavyweight Championship (1 vez)[43]
- Extreme Wrestling Federation
  - Xtreme 8 Tournament (2006)[44]
- Independent Wrestling Association Mid-South
  - Revolution Strong Style Tournament (2004)[2]
- Pro Wrestling Illustrated
  - Rivalidade do ano (2007)[45] vs. Kurt Angle
  - Lutador mais popular do ano (2006)[46]
  - PWI colocou-o em 4º dos 500 melhores lutadores na PWI 500 em 2006 e 2008[47][48]
- Pro Wrestling Noah
  - GHC Tag Team Championship (1 vez) – com Magnus[49]
- Pro Wrestling Zero-One
  - NWA Intercontinental Tag Team Championship (1 vez)1[50][51] – com Keiji Sakoda
- Pure Wrestling Association
  - PWA Pure Wrestling Championship (1 vez)[2]
- Ring of Honor
  - ROH Pure Championship (1 vez)[10][11]
  - ROH World Championship (1 vez)[7][8]
- SoCal Uncensored
  - Rookie of the Year (2000)[52]
- Total Nonstop Action Wrestling
  - TNA Television Championship (1 vez)[53]
  - TNA World Heavyweight Championship (1 vez)[54]
  - TNA World Tag Team Championship (2 vezes) – apenas ele (1)2 e com Magnus (1)[33][54]
  - TNA X Division Championship (5 vezes)[54]
  - King of the Mountain (2008)[55]
  - Maximum Impact Tournament (2011)[56]
  - Super X Cup (2005)[2]
  - Feast or Fired (2009 – contrato pelo World Heavyweight Championship)
  - TNA Turkey Bowl (2007)[2]
  - Gauntlet for the Gold (2007 – Peso-Pesado)[57]
  - Wild Card Tournament (2011) – com Magnus[58]
  - Terceiro vencedor do Grand Slam[59]
  - Terceiro vencedor da Tríplice Coroa[54]
  - Mr. TNA (2006)[60]
  - Mr. X Division (2006)[60]
  - Rivalidade do ano (2006–2007) with Kurt Angle[60][61]
  - Movimento de finalização do ano (2007) Muscle buster[61]
- Twin Wrestling Entertainment
  - TWE Heavyweight Championship (1 vez)[2]
- Ultimate Pro Wrestling
  - UPW Heavyweight Championship (1 vez)[62]
  - UPW No Holds Barred Championship (1 vez)[62]
- United Independent Wrestling Alliance
  - UIWA Tag Team Championship (2 vezes)[2]
- Wrestling Observer Newsletter
  - Luta 5 estrelas (2004) vs. CM Punk no ROH Joe vs. Punk II em 16 de outubro
  - Luta 5 estrelas (2005) vs. AJ Styles e Christopher Daniels no TNA Unbreakable em 11 de setembro[63]
  - Luta 5 estrelas (2005) vs. Kenta Kobashi no ROH Joe vs. Kobashi em 1 de outubro
  - Melhor Brawler (2005, 2006)[64]
  - Luta do ano (2005) vs. Kenta Kobashi, ROH Joe vs. Kobashi, 1 de outubro
  - Lutador com mais destaque (2005)
- WWE
  - WWE United States Championship (2 vezes)[65]
- WWE NXT
  - Dusty Rhodes Tag Team Classic (2015) – com Finn Bálor[66]
  - NXT Championship (3 vezes)[67]

1 Após o título ser desocupado, o reinado de Joe e Sakoda foi atingido tirado dos registros das promoções.
2 Joe manteve o título sozinho durante seu primeiro reinado.